# 定殖

细菌在表面上长成菌膜

定殖（英語：colonization/colonisation，又称拓殖、定植、定居等，符号：λ）是生物学中物种扩散到新区域的过程。定殖通常指成功迁移的情况，其中种群融入了群落，避免了最初的局部灭绝。
生物地理学中的一个经典模型假定，物种必须在其生命周期（类群循环）内持续在新区域定居，才能免于绝灭。因此，定殖和绝灭是岛屿生物地理学的关键概念，这一理论在生态学中有许多应用，例如在集合种群中。

## 尺度
定殖可能发生在不同尺度上：
- 生物薄膜尺度：在表面形成微生物群落。[2]
- 小尺度：定殖新地点，可能是环境变化的结果。
- 大尺度：物种扩大其范围以涵盖新区域，可能通过持续的小范围的侵入或远距离扩散来实现。常用术语为分布区扩张（range expansion）。[3]

## 方式
该术语通常仅用于指通过自然方式扩散到新区域的情况，而不包括人为引入或转移的情况，人类引入的情况下称为引入物种（处置不当时可能成为入侵物种）。